# Langdysser im Priorskov
Die Langdysser im Priorskov (auch Prierskov genannt) liegen etwa 230 m voneinander entfernt im Wald bei Toreby südlich von Nagelsti auf der dänischen Insel Lolland. Die beiden Megalithanlagen entstanden zwischen 3500 und 2800 v. Chr. als neolithische Dolmen der Trichterbecherkultur (TBK).

## Langdysse 1

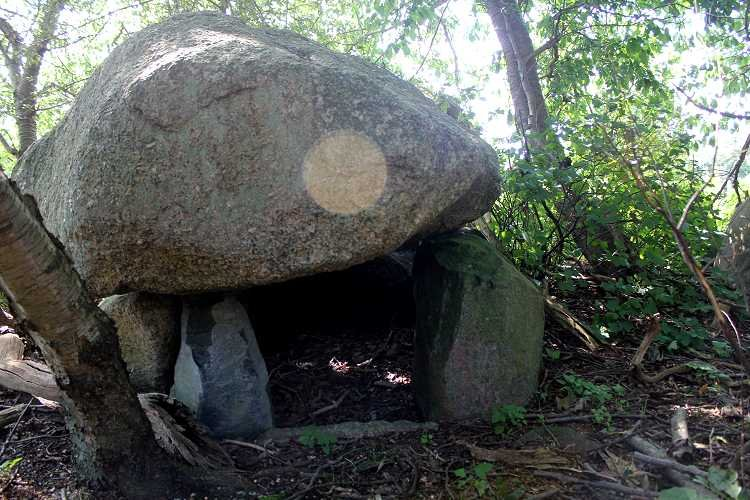
Dolmen im Langdysse 1

Der etwa 23 m lange und 7,0 bis 7,25 m breite Langdysse mit zwei Kammern  liegt in einem Hünenbett, das schwach trapezoid oder rechteckig ist. Der Plan ist rechteckig, aber die Randsteine sind in der Höhe so gestuft, wie es für die trapezförmige Anlage üblich ist. Das westliche Ende ist nicht ganz klar.
Die beiden Nord-Süd orientierten querliegenden rechteckigen Kammern sind aus großen, schweren Tragsteinen, mit den flachen Seiten nach innen, gebaut und haben große Decksteine. 
Kammer 1 liegt etwa 7,0 m vom östlichen Ende. Ihre Innenmaße betragen 1,5 × 1,0 m. Der Zugang liegt im Norden. Kammer 2 ist kleiner und liegt etwa 15,5 m vom östlichen Ende. Im Gegensatz zur vorstehenden liegt der Zugang diesmal im Süden. Ihre Innenmaße betragen 1,25 × 0,75 m. 

## Langdysse 2

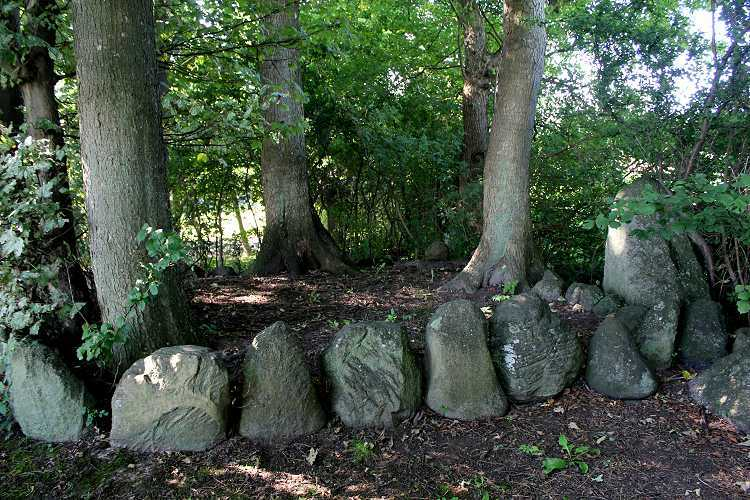
Langbett 2

Der etwa West-Ost orientierte Dolmen liegt als Parallellieger in einem etwa 16 m langen leicht trapezoiden Hünenbett, von dem nur Teile der Randeinfassung, bestehend aus 18 Steinen, in situ erhalten sind. Etwa auf der Längsachse des Hügels liegen Reste einer ausgegangenen Kammer. Drei weitere Steine liegen auf dem Hügel. Erhalten ist ein langer Urdolmen mit stark einwärts geneigten seitlichen Tragsteinen und einem allseitig überstehenden Deckstein.